# Katharina Marchgraber
Katharina Marchgraber (* 25. November 1981 in Linz) ist eine österreichische Kunsthistorikerin und Händlerin von Objekten der Stilrichtung Vintage.

## Leben
Katharina Marchgraber ist die Tochter des Antiquitätenhändlers Erwin Marchgraber. Sie legte 2000 ihre Reifeprüfung an der Höheren Internatsschule Bundesrealgymnasium Schloss Traunsee in Altmünster ab. Im Jahr 2000 folgte ein Studium der Kunstgeschichte und 2001 ein Studium der Romanistik an der Historisch-Kulturwissenschaftlichen Fakultät der Universität Wien. Hier schloss sie 2008 mit ihrer Diplomarbeit Frühe Gmundner Fayence bis zur Mitte des 19. Jahrhunderts als Magister ab.
Während dieser Zeit absolvierte sie Praktika in der Galerie Sternat (Wien), bei Restaurator Ronald Lang (Pasching), bei Lichterloh (Wien), im Kunsthistorischen Museum (Wien) sowie im väterlichen Antiquitätengeschäft (Marchtrenk). Von 2005 bis 2006 besuchte sie den Diplomkurs Schöne und Dekorative Französische Künste von der Renaissance bis ins 20. Jahrhundert bei Christie’s Education Paris in Kollaboration mit der University of Cambridge.
2012 eröffnete sie in der Wiener Porzellangasse ein Ladengeschäft mit Objekten der Stilrichtung Vintage. Von 2019 bis 2021 trat Marchgraber im „Händlerraum“ der ServusTV-Sendereihe Bares für Rares Österreich auf. Seit 2021 ist sie als Expertin für Design im Bayerischen Rundfunk bei der Sendung Kunst und Krempel tätig.

## Veröffentlichungen
- Der Kamera-Club in Wien. In: Olga Kronsteiner, Mila Moschik, Gerd Pichler: Der naturwissenschaftliche Blick: Fotografie, Zeichnung und Modell im 19. Jahrhundert. Simon Weber-Unger, Wien 2009, ISBN 3-200-01699-X, S. 70.
- Frühe Gmundner Fayence bis zur Mitte des 19. Jahrhunderts. Wien 2008, doi:10.25365/thesis.1098, 94 S.